# Personalakte
Unter Personalakte versteht man in der Personalwirtschaft und im Arbeitsrecht eine Akte oder als elektronische Akte („digitalisierte Personalakte“) gespeicherte Sammlung von Schriftstücken und Urkunden, die der Arbeitgeber bzw. der Dienstherr über einen Arbeitnehmer bzw. Beamten oder Soldaten führt und die Angaben zur Person und zum Arbeitsverhältnis im Betrieb enthält. 

## Allgemeines
Weder die Form noch der Inhalt von Personalakten sind in Deutschland gesetzlich geregelt. Auch finden sich aufgrund der elektronischen Datenverarbeitung immer seltener umfangreiche Papierakten, die sämtliche Inhalte zusammenfassen. Lediglich im Beamtenrecht gibt es gesetzliche Regelungen zur Personalakte, etwa §§ 106 ff. Bundesbeamtengesetz. Auch im Wehrrecht, insbesondere im Soldatengesetz (SG) der Bundeswehr, ist die Behandlung von Personalakten für aktive und ehemalige Soldaten explizit gesetzlich geregelt (§ 29 SG). Das Bundesarbeitsgericht (BAG) definierte 1988 die Personalakte als „eine Sammlung von Urkunden und Vorgängen, die die persönlichen und dienstlichen Verhältnisse des Mitarbeiters betreffen und in einem engeren Zusammenhang mit dem Dienstverhältnis stehen“.

## Geschichte
In der Verwaltung wurden Personalakten teilweise noch bis ins 20. Jahrhundert hinein Dienerakten genannt. Das hatte seinen Ursprung im „Allgemeinen Landrecht für die preußischen Staaten (ALR)“ vom Juni 1794, worin erstmals in juristischer Form von „Dienern des Staates“ die Rede war. Preußische Zivilbeamte hießen im 19. Jahrhundert zunächst noch „königliche Diener“ und auch sonst wurde von landesherrlichen „Dienern“ gesprochen, bis sich der Begriff „Beamter“ eingebürgert hatte.

## Rechtsgrundlage in Deutschland
Die Sammlung der für das Arbeitsverhältnis relevanten Unterlagen durch den Arbeitgeber wird durch arbeitsrechtliche Vorschriften bestimmt. Der Mitarbeiter (Arbeitnehmer, Beamter) hat das Recht, die Personalakte einzusehen (§ 83 Abs. 1 BetrVG). Das Recht, in die Personalakten Einsicht zu nehmen, bezieht sich auf alle Unterlagen, die über die Person des Arbeitnehmers im Betrieb vorhanden sind und besteht jederzeit, insbesondere innerhalb der Arbeitszeit. Zur Personalakte gehören auch alle anderen Aufzeichnungen und Unterlagen, die das Arbeitsverhältnis betreffen oder mit ihm in Zusammenhang stehen. Hierzu gehören auch von den Personalakten getrennt aufbewahrte Sonder- und Nebenakten, beispielsweise Unterlagen des Werkschutzes. Bestimmte Informationen dürfen dagegen nicht in die Personalakte aufgenommen werden. Der Arbeitgeber darf insbesondere keine Listen mit Krankheitsgründen führen und in der Personalakte aufbewahren. Auch die Unterlagen eines Betriebsarztes (etwa der Befundbogen) gehören wegen der ärztlichen Schweigepflicht nicht in die Personalakte. Hat der Arbeitgeber Eintragungen in die Personalakte vorgenommen, so kann der Arbeitnehmer nach § 83 Abs. 2 BetrVG gegebenenfalls verlangen, dass eine Gegendarstellung zu den Akten genommen wird. Bei unberechtigten Eintragungen (etwa grundlose Abmahnungen, fehlerhafte Beurteilungen) hat der Arbeitnehmer einen Anspruch aus §§ 12, 862 und 1004 Abs. 1 BGB in Verbindung mit § 611 BGB und der Fürsorgepflicht des Arbeitgebers auf Entfernung der betroffenen Eintragung aus der Personalakte. Nach diesem Grundsatz hat der Arbeitgeber das allgemeine Persönlichkeitsrecht im Hinblick auf Ansehen, soziale Geltung und berufliches Fortkommen zu beachten. Bei einem objektiv rechtswidrigen Eingriff in sein Persönlichkeitsrecht hat der Arbeitnehmer Anspruch auf Widerruf bzw. Beseitigung der Beeinträchtigung.
Personalakten sind strikt vertraulich zu behandeln. Wenn personenbezogene Daten von mindestens zehn Mitarbeitern automatisiert oder von mindestens zwanzig Mitarbeitern in sonstiger Form verarbeitet werden, muss der Betrieb gem. § 38 BDSG einen Datenschutzbeauftragten bestellen. In § 26 BDSG wird festgelegt, inwieweit die Erhebung, Verarbeitung und Nutzung personenbezogener Daten eines Beschäftigten für Zwecke des Beschäftigungsverhältnisses zulässig ist. Als Grundsatz gilt, dass die personenbezogenen Daten für die Entscheidung über die Begründung eines Beschäftigungsverhältnisses oder nach Begründung des Beschäftigungsverhältnisses für dessen Durchführung oder Beendigung erforderlich sein müssen. Auch im Rahmen des BDSG haben die Arbeitnehmer einen Berichtigungsanspruch (§ 58 Abs. 1 BDSG).

## Inhalte
Welche Dokumente und Einträge in die Personalakte aufgenommen werden, bestimmt der Arbeitgeber selbständig. Personalakten sollen spiegelbildlich ein möglichst vollständiges, wahrheitsgemäßes und sorgfältiges Bild über den Werdegang der Arbeitnehmer geben. Die wichtigsten Bestandteile der Personalakten sind die Arbeitspapiere.

### Aufbewahrte Unterlagen
Inhalte können beispielsweise sein:
- Personalbezogene Unterlagen und Vertragsunterlagen
  - Bewerbungsschreiben des Mitarbeiters (Angebot)
  - Arbeitszeugniskopien des Arbeitnehmers (bisherige)
  - Schulabschlusszeugnis
  - Berufsabschluss
  - Lebenslauf und Passbild
  - Vermerk über die Einsichtnahme ins amtliche Führungszeugnis (bei Vertrauenspositionen)
  - Aufenthaltserlaubnis und Arbeitserlaubnis (soweit erforderlich)
  - Arbeitsvertrag mit Stellenbeschreibung
  - Erklärung zu Nebenbeschäftigungen
- Sozialversicherungs- und Steuerunterlagen
  - Anmeldung zur Krankenkasse
  - Nachweis der monatlichen Krankenkassenbeiträge
  - Sozialversicherungsausweis/Ausweis zur Versicherungsnummer
  - Unterlagen zu Zusatzversorgungskassen, soweit existent
  - Nachweis zur Anlage vermögenswirksamen Leistungen
  - Nachweis für Kinderlose (Pflegeversicherung)
  - Lohn- und Gehaltsbescheinigungen
  - Unterlagen zur Lohnsteuer
- Kopien amtlicher Urkunden
  - Kopie der Fahrerlaubnis (Führerschein)
  - Schwerbehindertenausweis
  - Tenor des Scheidungsurteils mit Bestätigung der Rechtskraft
  - Pfändungs- und Überweisungsbeschlüsse
  - Wehrdienstbescheinigung, Zivildienstbescheinigung
- Nachstehende Angaben, soweit für die Gehaltshöhe oder sonstige arbeitsvertragliche Regelungen (z. T. Teilzeitarbeit wegen Kinderbetreuung) von Bedeutung
  - Antrag auf Kindergeld (bei Beschäftigten des öffentlichen Dienstes; da dort Kindergeld durch den Arbeitgeber ausgezahlt wird)
  - Antrag auf Orts-, Sozial- oder Familienzuschlag
  - Sterbeurkunde des Ehegatten
  - Heiratsurkunde
  - Geburtsurkunden für Kinder
- Sonstige Unterlagen
  - Personalbogen (Deckblatt)
  - Urlaubsliste und Fehlzeitenübersicht
  - Beurteilungen und Bewertungen
  - Ermahnungen (so genannte Missbilligungen) und Abmahnungen
  - Personalentwicklungsplan
  - Protokolle der jährlichen Mitarbeitergespräche (etwa zur Zielerreichung)
  - Bescheinigungen über ärztliche Untersuchungen im Rahmen der Arbeitssicherheit
  - Gesundheitsausweis (beim Umgang mit Lebensmitteln)
  - Weiterbildungsnachweise
  - Nachweis Sicherheitsbeauftragter
  - Werkschutzunterlagen
  - Schriftverkehr mit dem Mitarbeiter

Will der Arbeitgeber Eignungstests oder grafologische Gutachten aufnehmen, bedingt dies die ausdrückliche Zustimmung des Arbeitnehmers.

### Entfernen von Dokumenten
Der Personalakte werden Unterlagen über wahre Tatsachen beigefügt. Personalakten sind eine Sammlung von Urkunden und Vorgängen, die die persönlichen und dienstlichen Verhältnisse eines Mitarbeiters betreffen und in einem inneren Zusammenhang mit dem Dienstverhältnis stehen; sie sollen ein möglichst vollständiges, wahrheitsgemäßes und sorgfältiges Bild über diese Verhältnisse geben. Die bloße Befürchtung des Beschäftigten, ein Schriftstück könne sich nachteilig für ihn auswirken, reicht zum Entfernen nicht aus. Der Anspruch des Beschäftigten besteht, wenn etwa eine Abmahnung entweder inhaltlich unbestimmt ist, unrichtige Tatsachenbehauptungen enthält, auf einer unzutreffenden rechtlichen Bewertung des Verhaltens des Arbeitnehmers beruht oder den Grundsatz der Verhältnismäßigkeit verletzt, und auch dann, wenn selbst bei einer zu Recht erteilten Abmahnung kein schutzwürdiges Interesse des Arbeitgebers mehr an deren Verbleib in der Personalakte besteht. Arbeitnehmer haben einen Anspruch darauf, dass eine Abmahnung aus ihrer Personalakte entfernt wird, wenn sie sich in einer bestimmten Zeitspanne untadelig verhalten haben.
Allerdings kann der Arbeitgeber auch dann noch ein berechtigtes Interesse an der weiteren Aufbewahrung einer rechtmäßigen Abmahnung haben, wenn er im Wiederholungsfall erneut abmahnen müsste, d. h. wenn er eine verhaltensbedingte Kündigung nicht mehr auf die Abmahnung stützen könnte. Hierzu hat das Bundesarbeitsgericht (BAG) im Juli 2012 entschieden, dass der Arbeitnehmer die Entfernung einer zu Recht erteilten Abmahnung aus seiner Personalakte nur dann verlangen kann, wenn das gerügte Verhalten für das Arbeitsverhältnis „in jeder Hinsicht bedeutungslos“ geworden ist. Das sei nicht automatisch schon dann der Fall, wenn der Arbeitgeber wegen des Zeitablaufs im Wiederholungsfall eine weitere Abmahnung aussprechen müsste, weil die ursprüngliche Abmahnung ihre Warnfunktion verloren habe. Nach diesem Urteil darf es dem Arbeitgeber auch erlaubt sein, berechtigte Abmahnungen über eine deutlich längere Zeit aufzubewahren als nur für zwei oder drei Jahre. Das BAG legt sich in der Aufbewahrungsfrist für Abmahnungen nicht fest, sondern macht die Frist von der Schwere einer Pflichtverletzung im Einzelfall abhängig. Je schwerer eine Pflichtverletzung wiege, desto länger könne sie für die Beurteilung der Führung, der Leistungen und der Fähigkeiten des Arbeitnehmers und ggf. für seine Vertrauenswürdigkeit von Bedeutung sein. Ein auf nur geringer Nachlässigkeit beruhender Ordnungsverstoß könne seine Bedeutung für das Arbeitsverhältnis deutlich eher verlieren.
Länger können unter Umständen vom Arbeitgeber schriftlich erteilte Rügen und Ermahnungen in der Personalakte enthalten sein, wie das Arbeitsgericht Frankfurt am Main entschieden hat. Vorausgesetzt wird, dass es keine ehrenrührigen Beanstandungen sind.

## Aufbewahrung

### Sorgfaltspflichten
Der Arbeitgeber muss das Persönlichkeitsrecht des Mitarbeiters wahren und auch für den Datenschutz sorgen. So sind gemäß Bundesdatenschutzgesetz personenbezogenen Mitarbeiterdaten mit geeigneten Mitteln gegen unbefugte Einsichtnahme durch Dritte (Mitarbeiter, Kunden usw.) zu sichern. Nur den unmittelbar mit der Bearbeitung dieser Unterlagen betrauten Kräften sowie den Vorgesetzten des Mitarbeiters ist der Zugang zur Personalakte, und zwar nach entsprechender Sicherheitsbelehrung zu ermöglichen.
Sollte es betriebsbedingt erforderlich sein, Teile der Personalakte aus organisatorischen Gründen an verschiedenen Betriebsstandorten aufzubewahren, so hat in der Stammakte ein entsprechender Verweis zu stehen. Das Duplizieren von Personalakten für diesen Zweck ist nur nach vorheriger Genehmigung durch den Arbeitnehmer bzw. den Betriebsrat statthaft.
Neben der Hauptakte kann es eine so genannte Beiakte (oder Sonderakte) geben, in welcher beispielsweise Unterlagen über Krankheiten, Gerichtsurteile oder Betriebliches Eingliederungsmanagement nach § 167 Abs. 2 SGB IX im verschlossenen Kuvert aufbewahrt werden. Damit wird erreicht, dass bei der laufenden Sachbearbeitung solch vertrauliche Angaben möglichst selten aufscheinen.
Im Fall eines Betriebsübergangs tritt der neue Arbeitgeber an die Stelle des bisherigen (§ 613a BGB). Um diese Funktion auch ausüben zu können, ist eine Übergabe der Personalakten an den neuen Arbeitgeber beziehungsweise der Zugriff darauf als erforderlich zur Durchführung der Arbeitsverhältnisse gemäß § 26 BDSG anzusehen.

### Fristen
Im Gesetz findet sich keine allgemeine Verpflichtung dazu, die Personalakte nach Ausscheiden eines Mitarbeiters aufzubewahren. Aus dem Arbeitsvertrags-, Sozialversicherungs- und Steuerrecht kann sich jedoch für bestimmte Unterlagen etwas anderes ergeben.
Bis zum Ablauf von drei Jahren können nach den gesetzlichen Verjährungsvorschriften noch Ansprüche aus dem Arbeitsverhältnis wie Schadensersatz oder der Anspruch auf Erstellung eines Arbeitszeugnisses geltend gemacht werden (§ 195 BGB). Aus Beweisgründen empfiehlt sich eine Aufbewahrung, bis diese Ansprüche erfüllt bzw. verjährt sind.
Sozialversicherungsrechtlich relevante Entgeltunterlagen muss der Arbeitgeber bis zum Ablauf des auf die letzte Prüfung folgenden Kalenderjahres aufbewahren (§ 28f SGB IV).
Die Lohnkonten sind bis zum Ablauf des sechsten Kalenderjahres, das auf die zuletzt eingetragene Lohnzahlung folgt, aufzubewahren (§ 41 Abs. 1 Satz 9 EStG).

## Einsichtnahme
Der betroffene Mitarbeiter hat das Recht zur uneingeschränkten Einsicht in die ihn betreffenden Aufzeichnungen und kann diese Einsichtnahme auch in Begleitung einer betriebsfremden Person (z. B. eines Rechtsanwaltes oder sachkundigen Verwandten) bzw. gemeinsam mit dem Betriebsrat verlangen (§§ 82 und 83 BetrVG). Ein schwerbehinderter Mensch hat das Recht, bei Einsicht in die über ihn geführte Personalakte oder ihn betreffende Daten des Arbeitgebers die Schwerbehindertenvertretung hinzuzuziehen (§ 178 Abs. 3 Satz 1 SGB IX). Da der Unternehmer der Anfertigung von Kopien widersprechen kann, kann es bei der Anfertigung von Abschriften zudem mit Hinblick auf eine eventuelle Beweissicherung sinnvoll sein, diese Person als Zeugen zu verwenden. Bei arbeitsgerichtlichen Auseinandersetzungen finden sich sonst oft die betreffenden Notizen nicht im Originalwortlaut oder zur Gänze nicht mehr wieder.
Das Recht auf Einsicht besteht jederzeit während der Dauer des Arbeitsverhältnisses ohne besonderen Grund. Hierzu kann der Betrieb Sprechstundenzeiten festlegen. Manchmal bestehen Betriebsvereinbarungen zu dieser Thematik.
Nach dem Ende des Arbeitsverhältnisses besteht ebenfalls ein Einsichtsrecht des (ehemaligen) Arbeitnehmers. Bisher wurde dabei aber gefordert, dass der Arbeitnehmer ein konkretes berechtigtes Interesse für dieses nachvertragliche Einsichtsrecht darlegen (und ggfs. auch beweisen) musste. Nach einem neuen Urteil des Bundesarbeitsgerichts bedarf es der Darlegung eines konkreten berechtigten Interesses nicht mehr. Diese neue Rechtsprechung wird jedoch im Schrifttum durchaus kritisiert.
Die Akte ist jeweils vollständig vorzulegen. Das vorherige Entfernen von Unterlagen und ihr Wiedereinfügen nach Einsichtnahme des Beschäftigten wäre ein falsches Verhalten auf Arbeitgeberseite.
Personalakten sind vertraulich. Dritten ist die Einsichtnahme grundsätzlich verwehrt. Auch der Personal- oder Betriebsrat oder Behörden haben im Regelfall keinen Zugriff.

## Öffentlicher Dienst
Das Recht zur Einsicht in die Personalakte ist für Arbeitnehmer im öffentlichen Dienst in § 3 Abs. 5 Tarifvertrag für den öffentlichen Dienst (TVöD) bzw. § 3 Abs. 6 Tarifvertrag für den öffentlichen Dienst der Länder (TV-L) enthalten.
Die zuvor nach § 13 Abs. 2 Bundes-Angestelltentarifvertrag (BAT) bestehende Regelung, dass der Arbeitnehmer vor dem Einfügen eines belastenden Vorgangs in die Personalakte anzuhören ist, wurde in den TVöD (für Beschäftigte des Bundes und der Kommunen) nicht übernommen.
Anders ist die Regelung im TV-L (Landesverwaltung) und im BAT-KF (kirchliche Fassung): hier wurde das frühere BAT-Recht übernommen: Die Beschäftigten müssen vor der Aufnahme von Beschwerden und Behauptungen tatsächlicher Art, die für sie ungünstig sind oder nachteilig werden können, angehört werden. Ihre Äußerungen sind in die Personalakte zu nehmen.
Rechtsgrundlagen des Personalaktenrechts für Beamte sind die §§ 106 ff. Bundesbeamtengesetz, § 50 Beamtenstatusgesetz bzw. die entsprechenden Vorschriften der Landesbeamtengesetze.
Rechtsgrundlagen des Personalaktenrechts für Soldaten und ehemalige Soldaten sind die § 29 Soldatengesetz (SG) und § 25 Wehrpflichtgesetz (WPflG) und entsprechende
Zentrale Dienstvorschriften.